# Suldal
Suldal és un municipi situat al comtat de Rogaland, Noruega. Té 3,903 habitants (2016) i la seva superfície és de 1.736,88 km². El centre administratiu del municipi és el poble de Sand.